# Kurt Leick
Kurt Leick (* 26. Januar 1942 in Silwingen; † 1. April 2007) war ein deutscher Politiker (SPD) und Sparkassendirektor.
Leick besucht das Realgymnasium Merzig und absolvierte anschließend eine Ausbildung zum Bankkaufmann. An der Fachhochschule des Saarlandes studierte er Betriebswirtschaft als Abendstudiengang und legte das Examen zum Diplombetriebswirt ab. Bereits ab 1960 war Leick für die Kreissparkasse Merzig (später Sparkasse Merzig-Wadern) in verschiedenen Positionen tätig, von 1993 bis 2000 als deren Vorstandsmitglied.
Leick gehörte ab 1960 der Gewerkschaft Handel, Banken und Versicherungen (später ver.di) an. 1972 trat er in den SPD-Ortsverein Hilbringen ein, 1977 gehörte er zu den Gründungsmitgliedern des Ortsvereins Mondorf-Silwingen. Im Jahr 1979 wurde er zum Vorsitzenden des SPD-Stadtverbands Merzig sowie zum stellvertretenden Vorsitzenden des Unterbezirks Merzig-Wadern gewählt. Außerdem war er Vorstandsmitglied der Sozialdemokratischen Gemeinschaft für Kommunalpolitik Saar. 1979 erreichte Leick einen Sitz im Merziger Stadtrat, ab 1984 war er erster ehrenamtlicher Beigeordneter der Stadt. In den Landtag des Saarlandes konnte er 1985 für Roman Schmit nachrücken. 1990 wurde er wiedergewählt, jedoch nahm er das Mandat nicht an.
Leick war römisch-katholisch, verheiratet und hatte zwei Söhne. 